# 광저우 서클빌딩

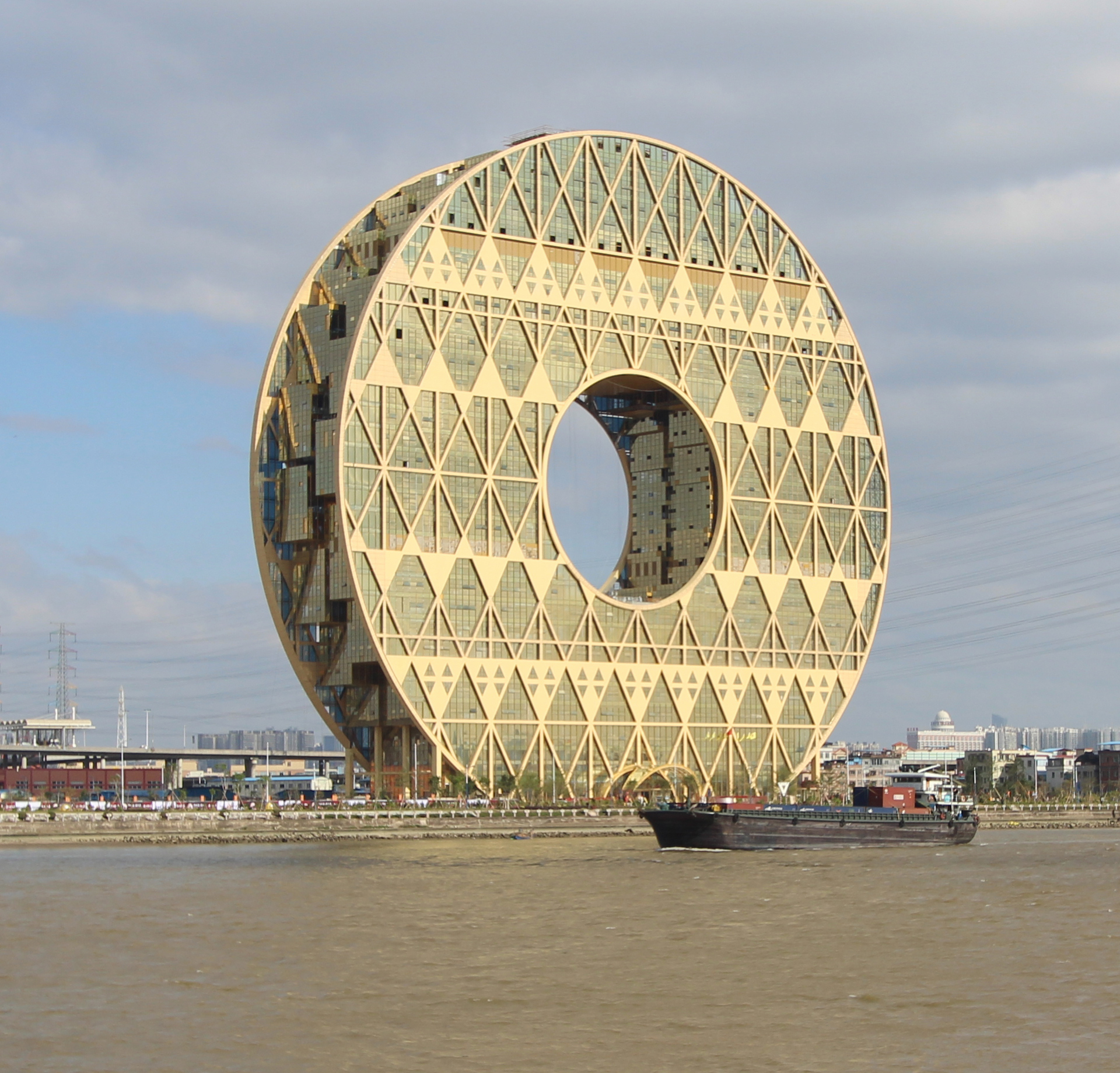

광저우 서클빌딩은 중국, 광저우에 Guangdong에 위치하는 원반 모양의 빌딩이다. 138미터 높이에 33층이 총 85m2 면적을 이루며 도시와 강변으로 각 각 향한 장대한 원형 피사드를 구현한 빌딩이다. 에너지·화학기업 훙다싱예그룹의 사옥이다. 이 건물은 2009년에 열린 국제 건축 대회에서 우승한 제안이었던 이탈리아 건축가 Joseph di Pasquale과 밀라노의 그의 전문 AM 프로젝트에 의해 설계되었다. 또한 Alessandro Tonassi, Nazareno Cerquaglia, Ma Jun, Zhang Hong Ge, Ma Chong, Wang Ying, Yi Ji Xuan, Peng Hui Fang, Cui Hong이 디자인을 하였다.

## 역사
일반적인 고층 빌딩과는 차별화되는 건축물의 형태는 약 2000여년전 중국왕조를 의미하는 황실심볼을 형상화 한 것으로 고대 중국의 도전이나 옥벽, 주술 또는 점쾌에 사용하는 (두개의 원형판)옥쟁반을 모티브로 디자인되었다.

## 건물
총 높이는 33층으로 138미터이며, 총 넓이는 85000미터제곱 면적을 이루며, 도시와 강변으로 각 각 향한 장대한 원형 피사드를 구현한다. 내부 구멍은 지름이 거의 50미터로 세계에서 비할 데 없는 독특한 공간이다. 두 개의 피사드로 지지되는 내부 공간은 유효하게 사용될 수 있는 사각볼륨으로 원형면을 따라 적층된다.
광저우 서클빌딩은 일반적인 서양 고층건물들 대신에 폐쇄적이고 중심적인 구조를 사용하여 즉시 토착적인 중국 랜드마크 빌딩으로 인식되는 랜드마크 빌딩을 디자인하려는 의도로 건축했다. 초기 구조 개념은 밀라노의 Gallery of Polytechnic에서 개발 및 테스트되었으며, 구조 계산과 최종 테스트는 광저우에 있는 South China University of Technology에 의해 개발되었다.

## 시설
33개 층은 그룹으로 나누어 건물 측면으로부터 나타나며 25미터 높이의 캔틸레버까지 점진적으로 밀려 나간다. 주요 실내 공간은 건물의 중앙 구멍 바로 아래에 위치한 교환 홈이다.

## 기타
안이 뻥 뚫린 도너츠 모양의 광저우 서클은 중국의 Hongda Xingye Group과 세계에서 가장 큰 플라스틱 제조업체의 사무실로 사용되고 있다. 50미터 높이의 건물은 33층 규모로 형성되어 있으며 중국 전통의 옥공예품을 본 뜬 모양이라고 한다. 광저우 서클이 강에 비치게 되면 중국에서 행운의 숫자라고 생각하는 8의 모양이 되어 광저우에서는 행운의 건물로 인기가 높다.